# Перелік кібератак
Кібератака (англ. cyber-attack) — спроба реалізації кіберзагрози, тобто будь-яких обставин або подій, що можуть бути причиною порушення політики безпеки інформації і/або завдання збитків автоматизованій системі.
Законодавство України визначає: «Кібератака — спрямовані (навмисні) дії в кіберпросторі, які здійснюються за допомогою засобів електронних комунікацій (включаючи інформаційно-комунікаційні технології, програмні, програмно-апаратні засоби, інші технічні та технологічні засоби і обладнання) та спрямовані на досягнення однієї або сукупності таких цілей: порушення конфіденційності, цілісності, доступності електронних інформаційних ресурсів, що обробляються (передаються, зберігаються) в комунікаційних та/або технологічних системах, отримання несанкціонованого доступу до таких ресурсів; порушення безпеки, сталого, надійного та штатного режиму функціонування комунікаційних та/або технологічних систем; використання комунікаційної системи, її ресурсів та засобів електронних комунікацій для здійснення кібератак на інші об'єкти кіберзахисту».
Нижче наведено неповний перелік відомих кібератак (хакерських атак) на автоматизовані та інформаційні системи. Посилання на основні статті про інцидент (там де можливо) виділено жирним шрифтом.

## Атаки на об'єкти інфраструктури

### Енергетичні системи
- Операція «NightKnight» (нічний лицар) в 2011 компанія McAfee оприлюднила детальну доповідь про виявлену нею потужну операцію кібершпигунства за великими глобальними енергетичними компаніями з метою викрадення чутливої інформації як про підприємницько-фінансову діяльність компаній, так і про використані ними системи SCADA. На думку McAfee, основна частина атаки походила з Китаю[2].
- Операція «Shamoon» та однойменний вірус були виявлені в 2012 році. Даний зразок шкідливого ПЗ був використаний для шпигунства за компаніями в енергетичному секторі. В жовтні 2012 року цей вірус був використаний угрупуванням іранських хакерів англ. Cutting Sword of Justice для здійснення одного із наймасштабніших випадків кіберсаботажу: у наперед заданий час вірус запустив модуль англ. Wiper на заражених комп'ютерах саудівської компанії Saudi Aramco. Цей модуль здійснив безповоротне знищення даних на жорстких дисках вражених комп'ютерів[2].
- Кібератака на енергетичні компанії України в грудні 2015 року. Найбільше постраждали споживачі «Прикарпаттяобленерго»: було вимкнено близько 30 підстанцій, близько 230 тисяч мешканців залишались без світла протягом однієї-шести годин. Атака відбувалась із використанням троянської програми BlackEnergy. Водночас синхронних атак зазнали «Чернівціобленерго» та «Київобленерго», але з меншими наслідками. Загальний недовідпуск електричної енергії становив — 73 МВт·год (0.015 % від добового обсягу споживання України).
- 7 листопада 2016 року стало відомо про DDoS-атаку проти невстановлених інформаційних систем в одній з країн Європи. Серед іншого, ця атака зачепила системи управління опаленням та постачанням теплої води в двох житлових будинках в місті Лаппеенранта на сході Фінляндії. Механізм захисту системи управління автоматично перезапускав її внаслідок сплеску трафіку, що зробило систему непрацездатною. Атака тривала з кінця жовтня до 3 листопада 2016 року. Вражені системи управління перебували у власності компанії Valtia, а температура повітря в місті була нижче 0 °C (до —7 °C)[3][4].
- Кібератака на Укренерго 17-18 грудня 2016 року. Електроенергія була відсутня протягом 1 години 15 хвилин. Вимкнено струм у північній частині Києва на правому березі і частині прилеглих районів Київської області[5].
- В середині липня 2017 року Національний центр кібернетичної безпеки Великої Британії (англ. National Cyber Security Centre, NCSC) поширив попередження про інтенсивні та цілеспрямовані спроби неназваного угрупування (підрозділу спец. призначення неназваної країни) здобути несанкційований доступ до інформаційних систем енергетичних компаній. За оцінками NCSC угрупуванню вдалось здобути доступ до інформаційних мереж АСК ТП деяких компаній[6].
- В липні 2017 року ФБР разом з міністерством національної безпеки (FBI-DHS) поширило попередження про спроби зловмисників скомпрометувати робочі станції працівників на атомних електростанціях розсилаючи націлені фішингові листи (англ. spearfishing). Проте зловмисникам не вдалось здобути несанкційований доступ до мереж АСК ТП[7].
- 13 червня 2018 року німецька контррозвідка (Федеральне управління з інформаційної безпеки, BSI) оприлюднила інформацію про масштабну кібератаку на енергетичні компанії в країні з боку російських хакерів. Атака отримала назву англ. Berserk Bear. Зловмисники намагались здобути несанкційований доступ до інформаційних систем компаній енергетичного сектора, але їм вдалось проникнути лише до офісних комп'ютерних мереж декількох компаній[8].

### Транспорт
- Наприкінці листопаду 2016 року інформаційна система міського громадського транспорту (автобуси та трамваї) Сан-Франциско була вражена здирницьким програмним забезпеченням (англ. ransomware). Керівництву компанії відповідальній за громадський транспорт довелось скасувати плату за проїзд протягом декількох днів, до відновлення працездатності системи[9].

- В ніч на 25 серпня 2023 року, в районі м. Щецин на північному заході Польщі, стався параліч руху потягів. Хтось на залізничних частотах радіозв'язку почав транслювати сигнал про аварійну зупинку поїздів, після чого лунав гімн Росії та фрагмент промови Путіна. За даними «Газета виборча», невідомі зламали систему безпеки залізничного руху «Радіо-Стоп». Сигнал «тривога» почав звучати у районі Щецина близько 21-ї години. Його приймали як у потягах, так і на постах. Відтак щонайменше на 22 радіостанціях пролунав російський гімн. Станом на 23:30 були вимушено зупинені понад 20 поїздів, які зазнали затримки через хибний сигнал «тривога». Постійний залізничний рух біля Щецина було відновлено близько другої години ночі. Близько опівночі в районі Щецина сигнали «тривога» згасли, але хибні сигнали почали повторюватися в інших частинах Польщі, зокрема у Великопольському воєводстві (центр — м. Познань). Вранці 25 серпня пресслужба PKP PLK підтвердила, що мала місце хакерська атака на залізницю. Про цей інцидент повідомили відповідні служби, зокрема Агентство внутрішньої безпеки, поліцію, залізничну охорону та перевізників[10].

### Системи управління технологічними процесами
- В березні-квітні 2000 року відбулась низка невдалих кібератак (не менше 45) на систему управління нещодавно побудованої водоочисної системи в графстві Маручі, Квінсленд, Австралія. Нарешті, із 46-ї спроби зловмисникові, Вайтеку Боудену, вдалось вивести систему управління з ладу, в навколишнє середовище (парки, річки) Маручідору вилилось близько 800 тис. м³ стічних вод[11].
- Операція «Олімпійські ігри» із використанням комп'ютерного хробака Стакснет — спроба саботувати ядерну програму Ірану.

### Державні фінансові організації
- 6 грудня 2016 року хакерська атака на урядові сайти (Держказначейства України та інших) і на внутрішні мережі держорганів призвела до масштабних затримок бюджетних виплат[12][13]. Вже 7 грудня (досить оперативно, як для державних органів) Кабмін виділив 80 млн гривень для захисту від хакерів[13].

### Органи юстиції та нотаріату
- 28 серпня 2023 року, згідно повідомлення Держспецзв'язку, в Україні зафіксували нову хакерську атаку на органи юстиції та нотаріату. Хакери розповсюджують електронні листи зі шкідливою програмою AsyncRAT. За даними відомства хакери надсилають електронні листи із вкладеннями у вигляді BZIP, GZIP чи RAR-архіву. Відкриття файлу призводить до ураження комп'ютера шкідливою програмою AsyncRAT, яка надає віддалений доступ до пристрою. Небезпечні листи мають специфічні теми та назви файлів. Наприклад: Лист відділу з питань нотаріату у Дніпропетровській області.rar; Лист до відома та виконання.cmd; Лист МЮУ для доведення до відома та врахування в роботі.exe.bzip. «CERT-UA відстежує зловмисну активність від першого кварталу 2023 року за ідентифікатором UAC-0173. Не виключено, що вона може бути пов'язана з діяльністю UAC-0007 (BlackNotary — так звані „чорні“ нотаріуси)», — було зазначено у повідомленні[14][15].

### Державні реєстри України
- 19 грудня 2024 року здійснили кібератаку на державні реєстри Національних Інформаційних Систем України та Міністерства юстиції України. Близько 60 різних реєстрів виявились недоступними, зокрема Державний реєстр актів цивільного стану громадян, Єдиний державний реєстр юридичних осіб та ФОП, Державний реєстр прав на нерухоме майно[16][17]. Певні порушення у роботі також зазнав портал державних сервісів «Дія»[18].

### Інші об'єкти інфраструктури
- 15 березня 2018 року американський уряд оприлюднив спільну доповідь CERT-US, ФБР та Міністерства національної безпеки в якій звинуватили Російську Федерацію у здійснені хакерських атак на державні установи, об'єкти критичної інфраструктури, енергетичні та ядерні об'єкти, приватні підприємства. Хакерські атаки тривали щонайменше з березня 2016 року. Зловмисники намагались здобути доступ до інформаційних систем своїх жертв через менш захищені мережі їхніх підрядників та контрагентів. Ними був використаний широкий набір інструментів: направлений фішинг, Watering-Hole на вузькоспеціалізовані інформаційні ресурси, викрадення облікових записів, тощо. Дана доповідь послужила підставою до підсилення санкцій проти ГРУ та ФСБ[19].
- 22 березня 2018 року муніципальні інформаційні системи міста Атланта була вражена здирницьким хробаком SamSam, який атакує уразливість в десеріалізації деяких серверах застосунків на Java. Зловмисники вимагали сплати викупу в біткойн на суму еквівалентну близько $55 тисяч. Натомість місто звернулось по допомогу до фахівців з комп'ютерної безпеки й планує витратити близько $2 667 328 на усунення наслідків атаки та поліпшення захисту інформаційних систем[20].
- 28 серпня 2023 року, Департамент державної інфосистеми Естонії (RIA) повідомив про найбільшу хвилю кібератак на веб-сайти і сервіси країни. Якщо зазвичай за добу реєструвалося менше десяти атак типу «відмова в обслуговуванні» (DDoS), то, наприклад, за останні 24 години було зареєстровано 114 таких атак. Основними об'єктами нападу стали транспортні, торговельні, комунікаційні та інформаційно-медійні підприємства. Однак атаки не призвели до серйозних наслідків і були відбиті за рахунок реалізації додаткових захисних заходів. Відповідальність за кібератаки взяла на себе промосковська хакерська група[21].
- 12 грудня 2023 року у роботі найбільшого в Україні оператора зв'язку «Київстар» стався масштабний збій. По всій країні у абонентів «Київстар» зник мобільний зв'язок та інтернет, при цьому користувачі не могли і приєднатися до мереж інших операторів у рамках внутрішньоукраїнського роумінгу[22]. Також припинили роботу сайт та застосунок «Київстару». Зв'язок зник у 24 мільйонів абонентів[23]. Збої виникли у всього обладнання, яке використовувало зв'язок «Київстар», що призвело до серйозних інфраструктурних проблем по всій Україні[24].

## Кібервійни
- - Кібератаки проти Естонії (2007) — перші відомі масовані кібератаки спрямовані проти національної безпеки країни[25]. Кібератаки відбувались в декілька хвиль на тлі розхитування російськими спецслужбами суспільно-політичної ситуації в країні під приводом «протестів» «проти» перенесення пам'ятнику «Бронзовий солдат» у Талліні. Пік атак припав на 9 травня 2007 року. Зловмисникам вдалось вчинити «дефейс» деяких сайтів, урядові та банківські сервери і служби були виведені з ладу внаслідок масованих атак на відмову в обслуговуванні.
- - Кібератаки проти Грузії (2008), які відбувались спільно зі збройною агресією Російської Федерації проти країни. Умовно кібератаки поділені на дві хвилі. Перша хвиля розпочалась 7 серпня 2008 року — за день до початку гарячої фази збройної агресії проти Грузії. Перевага була віддана атакам на відмову в обслуговуванні урядових вебсайтів та засобів масової інформації. Під час другої хвилі вже відбувались діфейси різних сайтів а також DoS-атаки проти ширшого кола сайтів (великих приватних підприємств, тощо)[26].
- - Російсько-Українська кібервійна з 2014 року. Перші атаки на інформаційні системи приватних підприємств та державні установи України фіксували іще під час масових протестів в 2013 році[27]. Російсько-українська кібервійна стала першим конфліктом в кіберпросторі, коли була здійснена успішна атака на енергосистему з виведенням її з ладу. Мали місце атаки проти інформаційної системи «Вибори» під час виборів Президента, численні атаки на відмову обслуговування, діфейси, кібершпигунство, тощо.
- Кібервійна проти бойовиків ІД: в квітні 2016 року міністр оборони США Ештон Картер підтвердив, що Кіберкомандування США отримало своє перше бойове завдання — здійснювати кібератаки проти комп'ютерних та інформаційних систем ІДІЛ[28][29].

## Кібершпигунство
- В 1985—1989 роки група ентузіастів нових на той час комп'ютерних технологій запропонувала свої послуги радянському КДБ в обмін на фінансову винагороду. Угрупуванню вдалось отримати несанкційований доступ до інформаційних систем низки західних установ (ФРН, США, тощо) та викрасти звідти вказані КДБ дані.
- В 1999 році була викрита надскладна з точки зору реалізації, тривала (понад 3 роки) операція з кібершпигунства проти наукових, військових, енергетичних державних і недержавних установ у Сполучених Штатах Америки. Розпочате за фактом шпигунства розслідування ФБР отримало назву англ. Moonlight Maze (укр. лабіринт у місячному світлі). Попри те, що офіційно винних у атаці не було названо, вважається, що за шпигунством стояли спецслужби Російської Федерації, за сприяння комп'ютерних центрів Російської академії наук. Левова частка матеріалів слідства досі (станом на 2016 рік) залишається засекреченою[30][31].
- В 2008 році інформаційні системи Центрального Командування Збройних сил США (CENTCOM) були вражені хробаком Agent.btz (комп'ютерним вірусом). За твердженнями експертів, метою атаки було викрадення важливої інформації — на той час тривали війни в Іраку та Афганістані. Офіційно зловмисник не був названий, проте неофіційно американські урядовці покладають відповідальність на спецслужби Росії[32]. Проведена для подолання зламу операція отримала назву англ. Buckshot Yankee, було створене Кіберкомандування США (USCYBERCOM).

### 2015 рік
- В 2015 році була виявлена атака на Офіс управління кадрами, що розпочалась в березні 2014 року. Було викрадено особисту інформацію близько 21,5 млн осіб, переважно федеральних працівників, зокрема інформацію про перевірки на доступ до таємної інформації[33]. Американські посадовці назвали її найбільшою атакою в історії Сполучених Штатів[34].
- В 2015 році була виявлена кібератака на інформаційну систему Бундестагу; серед інших, вірусом був вражений комп'ютер федерального канцлера Німеччини Анґели Меркель. Відповідальність за атаку дослідники покладають на російське угрупування кіберзлочинців англ. Sofacy Group (також відоме як англ. Pawn storm), яких вважають пов'язаними з російськими спецслужбами[35]. Це ж угрупування намагалось зламати інформаційні системи Ради безпеки Нідерландів (нід. Onderzoeksraad) аби отримати доступ до інформації про перебіг розслідування збиття літака рейсу MH17[36]. А вже в травні 2016 відбулась спроба фішингової атаки на поштові системи Християнсько-демократичного союзу — політичної партії Ангели Меркель[37].

### 2016 рік
- В червні 2016 стало відомо про виявлення несанкційованого втручання до інформаційної системи Національного комітету Демократичної партії США. Несанкціоноване втручання було виявлене іще наприкінці квітня, тоді ж до розслідування була залучена фірма CrowdStrike. В результаті проведеного розслідування було встановлено, що зламати інформаційну систему вдалось двом угрупуванням російських хакерів — Cozy Bear (CozyDuke або APT29) та Fancy Bear (Sofacy Group або APT28). Група Cozy Bear проникла до інформаційної системи іще влітку 2015 року, а Fancy Bear — в квітні 2016 року. Вкупі, обидва угрупування спромоглись викрасти скриньки електронної пошти а також зібраний компромат на конкурента демократів на виборах — Дональда Трампа[38][39].
- В липні 2016 року була оприлюднена доповідь, згідно якої китайські хакери отримали та зберігали несанкційований доступ до інформаційної системи Федеральної корпорації гарантування вкладів (англ. Federal Deposit Insurance Corporation, FDIC) з 2010 до 2013 роки. Високопосадовці у FDIC намагались приховати інформацію про злам системи від ревізорів та контролюючих органів. Китайські хакери, пов'язані з китайським урядом, отримали доступ до 12 персональних комп'ютерів та 10 серверів, включно з комп'ютерами найвищого керівництва FDIC. На FDIC покладена роль банківського регулятора для банків, які не регулюються Федеральною резервною системою США. В ній зберігається надзвичайно чутлива інформація про близько 4500 банків та інших кредитних установ. Також FDIC гарантує вклади осіб у всіх банках країни[40].
- 13 серпня 2016 року досі невідоме угрупування, яке назвало себе англ. The Shadow Brokers розмістило в репозиторії GitHub, сайті PasteBin а також в соціальних мережах Twitter й Tumblr повідомлення про успішний злам інформаційних систем й викрадення даних іншого хакерського угрупування — Equation Group, яке пов'язують з АНБ США. Частина викрадених файлів була викладена у відкритий доступ, а частину новоявлена група розмістила на аукціон, з початковою ставкою 1 млн біткойнів (близько 568 млн доларів). Серед викладених у відкритий доступ файлів знаходились скрипти для установки й налаштування серверів управління шкідливим ПЗ, а також інструменти для атаки на окремі мережеві маршрутизатори й екрани. Назви деяких з цих інструментів збігаються з інструментами, згаданими в документах, викрадених перебіжчиком до Росії Едвардом Сноуденом[41].
- у звіті за 2017 рік, Австралійського центру кібербезпеки було повідомлено про здобуття зловмисниками із угрупування APT ALF несанкційованого доступу до інформаційної системи невеликого субпідрядника в оборонній сфері. Атака сталась іще в липні 2016 року. Внаслідок атаки зловмисникам вдалось викрасти близько 30ГБ таємної інформації про винищувач F-35, протичовновий літак P-8 «Посейдон», військово-транспортний літак C-130 «Геркулес», боєприпаси Joint Direct Attack Munition (JDAM), та про декілька сучасних австралійських військових кораблів. Субпідрядник мав сертифікацію ITAR, хоча заходи інформаційної безпеки в його інформаційній системі були майже відсутні[42].

### 2018 рік
- в березні 2018 року Міністерство юстиції США висунуло підозру дев'ятьом іранським хакерам які, на думку слідчих, працювали в інтересах Вартових ісламської революції. За матеріалами обвинувачення підозрювані розіслали фішингові листи понад ста тисячам науковців по всьому світу, але в першу чергу — США. Близько 8000 науковців перейшли за посиланням, їхні поштові скрині було скомпрометовано. Всього жертвами атаки стали понад 140 університетів та 30 компаній в США, іще 176 університетів у 21 іншій країні. Всього у американських установ було викрадено близько 31 терабайта даних. Вартість викрадених даних оцінена на рівні $ 3,4 млрд. Викрадені дані або були використані самим Корпусом, або продані стороннім організаціям[43].
- —  в квітні 2018 було виявлено компрометацію комп'ютерної мережі посольства ЄС в Москві. Атака сталась іще в лютому 2017 року. Зловмисникам вдалось отримати несанкційований доступ до двох комп'ютерів в не секретному сегменті мережі, але обсяг викраденої інформації встановити все одно не вдалось[44].

### 2020 рік
- 13 грудня 2020 року було оприлюднено інформацію про масштабну кібератаку проти тисяч державних та недержавних установ у Сполучених Штатах та за їх межами. Підозра пала на російське угрупування APT29 (також відоме як «Cozy Bear», «The Dukes»), яке підпорядковане службі зовнішньої розвідки РФ[45].

## Викрадення особистої інформації
- В 2002 році сервери онлайн-рітейлера торговельного бренду Guess були серед перших, які зазнали успішної атаки типу SQL ін'єкція. Зловмисникам вдалось викрасти особисті дані (зокрема, дані кредитних карток) близько 200 тисяч клієнтів компанії[46].
- Внаслідок кібератаки кракерів проти партії «УДАР» наприкінці листопада 2013 року в руках зловмисників опинилися база електронної пошти партійної прес-служби, а також доступ до облікових записів у соціальних мережах Facebook і ВКонтакте лідера «УДАРу» Віталія Кличка. Відповідальність за акцію взяло на себе угрупування Anonymous Ukraine.
- В лютому 2012 року представники Wikileaks повідомили, що члени групи Анонімус передали понад 5 мільйонів листів з корпоративного серверу фірми Stratfor. Представники Stratfor відмовились підтверджувати або спростовувати автентичність оприлюднених листів[47]. Окрім листів, хакери викрали дані про кредитні картки 60 тисяч клієнтів компанії та викрали з них близько $700 тисяч. В листопаді 2013 року був засуджений до 10 років ув'язнення винний у зламі хакер Джеремі Хаммонд (англ. Jeremy Hammond)[48], в січні 2015 був засуджений до п'яти років та трьох місяців ув'язнення Барет Браун (англ. Barrett Brown)[49].
- У вересні 2014 року в мережу був викладений файл з іменами облікових записів та паролями до них 1,2 млн поштових скриньок сервісу Яндекс[50]. Оскільки сервери Яндекс зберігають паролі лише в зашифрованому вигляді, було висловлено припущення, що дані паролів були отримані в результаті шпигування за користувачами із використанням Spyware.
- Хакерська атака на сервери Sony Pictures Entertainment — сталась 24 листопада 2014. Зловмисники викрали особисті дані співробітників Sony Pictures Entertainment та членів їх родин, вміст внутрішньої електронної пошти, інформацію про заробітну плату, копії невиданих фільмів Sony та іншу інформацію.

### 2016 рік
- 2 серпня 2016 року користувач соціальної мережі Твіттер виклав посилання на стиснені файли в сховищі Google Drive розміром близько 156 ГБ. Цей дамп містив близько 500 тисяч файлів викрадених з інформаційної системи DocPlus мережі урологічних клінік в штаті Огайо — англ. Central Ohio Urology Group, COUG. Серед викрадених файлів знаходились як детальні схеми про топологію та налаштування корпоративної комп'ютерної мережі, так і детальна інформація про пацієнтів, як медична (рентгенівські знімки, довідки про аналізи, призначене лікування, тощо), так й імена, дати народження, телефони, домашні адреси, кредитні картки, тощо. Також серед файлів були помічені ознаки присутності в системі шкідливого ПЗ типу англ. ransomware, яке дозволяє зловмисникам шантажем примушувати жертву платити викуп за свої дані[51][52][53].
Обліковий запис зловмисника мав назву pravsector, називав себе англ. Pravyy Sector, був створений в липні 2016 року, та оформив свою сторінку в стилі українських активістів організації Правий сектор. Майже одразу цей обліковий запис почав викладати посилання на викрадені в результаті кібератак дані. Спершу був польський інтернет-провайдер Netia.pl, потім була невдала спроба шантажувати Міністерство оборони Польщі й атака на сайт Міністерства закордонних справ України.
- 22 вересня 2016 року компанія Yahoo! повідомила про несанкційоване проникнення до її внутрішньої інформаційної системи іще два роки до того — наприкінці 2012 року. Було викрадено понад 500 мільйонів облікових записів користувачів. Згодом оцінку кількості викрадених облікових записів було збільшено до 1 млрд, а в жовтні 2017 року компанія визнала, що було викрадено всі 3 млрд облікових записів, в тому числі, користувачів інших порталів компанії, таких як Flickr[54]. 15 березня 2017 року міністерство юстиції США оприлюднило підозру чотирьом особам у цьому злочині. Двоє з підозрюваних — співробітники ФСБ обвинувачені в організації хакерської атаки, для чого скористались послугами двох інших підозрюваних кіберзлочинців[55].

### 2017 рік
- 4 липня 2017 року компанія Avanti Markets, оператор кіосків самообслуговування в їдальнях на різних підприємствах, виявив несанкційоване втручання в роботу своїх кіосків у деяких регіонах. За словами компанії кіоски були вражені досить складним комп'ютерним вірусом, який викрадав особисту інформацію клієнтів: всі доступні дані про платіжні картки, інколи навіть імена та електронну пошту. Цілком можливо, що з деяких кіосків була викрадена біометрична інформація покупців — їхні відбитки пальців[56].
- у вересні 2017 року компанія Equifax повідомила, що невстановленим зловмисникам вдалось отримати несанкційований доступ до її інформаційних систем та викрасти особисті дані, в тому числі, кредитні історії, іншу фінансову інформацію понад 140 млн клієнтів — громадян США[57].
Розслідування показало, що зловмисники мали доступ іще щонайменше в березні 2017 року, вони скористались вразливістю системи Apache Struts а системні адміністратори дізнались про втручання в роботу інформаційної системи лише в липні[58]. В жовтні 2017 року кількість викрадених особистих справ була уточнена, й склала 145,5 млн, із них 8 тисяч громадян Канади[59].
Також згодом стало відомо, що група дослідників виявила численні вразливості в системі захисту інформаційної системи компанії, в тому числі, доступність понад тисячі різних внутрішніх серверів компанії із відкритої мережі Інтернет. Серед виявлених ними серверів були навіть ті, що дозволяли отримати наявну інформацію про громадян без попередньої автентифікації. Дослідники поставили компанію до відома іще за понад шість місяців до оголошення про злам, але компанія жодним чином на це не зреагувала. Це дає дослідникам підстави вважати, що компанія, ймовірно, була атакована й іншими зловмисниками протягом тривалішого часу[60].
- Наприкінці вересня 2017 року компанія Deloitte повідомила, що невстановленим зловмисникам вдалось отримати несанкційований доступ до поштових скриньок її клієнтів та внутрішньої мережі компанії. Порушення було виявлене в березні 2017 року, але зловмисникам, можливо, вдалось отримати доступ іще в жовтні або листопаді 2016 року. Компанія мала поштовий сервер для всіх 224 000 співробітників на платформі Microsoft Azure, але обліковий запис адміністратора поштового сервера був захищений лише паролем, без використання технологій багатофакторної автентифікації. В поштових скринях зберігалось багато важливої інформації як про клієнтів компанії, так і про саму компанію, в тому числі, структуру корпоративної інформаційної системи[61].

### 2019 рік
- на початку січня 2019 року співробітник берлінської радіостанції RBB звернув увагу на один обліковий запис у мережі Twitter, який протягом грудня попереднього року поширював архіви з приватними даними відомих німецьких політиків, державних діячів, діячів культури, відомих відеоблогерів, тощо[62]. В поширених архівах були документи та електронні листи сотень депутатів Бундестагу, Європейського парламенту, деякі листи з поштових скриньок канцлера Анґели Меркель, президента Франка-Вальтера Штайнмаєра, та інші.[63] Мотиви та відповідальні за викрадення й оприлюднення інформації не відомі, відомо лише, що для поширення посилань на файли зловмисники скористались зламаним обліковим записом непричетного мешканця Берліну. Поширені приватні документи, серед інших, належали політикам та депутатам з усіх парламентських партій Німеччини окрім партії Альтернатива для Німеччини[62][64].

### 2020 рік
- : зловмисникам вдалось викрасти дані кількадесят тисяч пацієнтів мережі психологічних клінік Vastaamo. Крадії вимагають від своїх жертв сплатити данину в біткойн, еквівалент 200—500 євро, в обмін на обіцянку не оприлюднювати їхні медичні записи (нотатки психотерапевтів). Також зловмисники вимагали сплатити данину і від самої компанії. За твердженням зловмисників, їм вдалось викрасти «особливо чутливі» дані близько 40 тисяч пацієнтів 22 клінік з усієї країни. Сама компанія повідомляла про злам її інформаційної системи двічі: в листопаді 2018 та березні 2019 року[65].

### 2024 рік
- : навесні 2024 року зловмисникам вдалось отримати доступ до баз даних понад 160 клієнтів провайдера хмарних послуг Snowflake. При цьому, доступ до даних був захищений лише ім'ям-паролем користувача, без використання двохфакторної аутентифіації. Паролі та імена облікових записів були придбані зловмисниками на спеціалізованих форумах в даркнеті. Серед викрадених даних опинилась метаінформація про телефонні дзвінки та текстові повідомлення всіх 110 млн абонентів компанії AT&T. Раніше було повідовлено про викрадення паспортних даних, податкових ідентифікаційних кодів, тощо понад 2,3 млн кандидатів на вакансії в компанії Advance Auto Parts, що зберігались в того ж провайдера[66].

## Кібератаки проти України

### 2017 рік
- 14 квітня 2017 року з'явилось перше відоме оновлення програми M.E.Doc уражене бекдором. Завдяки йому 18 травня 2017 року сталась перша масова кібератака вірусом XData. 27 червня 2017 року сталась друга масштабна хакерська атака хробаком-винищувачем NotPetya, яка вразила майже 80 % підприємств в Україні а також перекинулась на підприємства закордоном. Бекдор тривалий час дозволяв зловмисникам викрадати інформацію з підприємств та відкривав доступ зловмисникам до комп'ютерних мереж. На думку всіх п'яти країн Five Eyes, Данії та України відповідальність за атаку лежить на російській владі.

### 2022 рік
- 14 січня 2022 року, внаслідок хакерської атаки, деякі урядові сайти та сайт Дії перестали працювати[67]. Хакери на сайті МЗС України повідомили 3 мовами (українська, російська та ламана польська), що викрали персональну інформацію українців і викладуть у вільний доступ. Пізніше СБУ повідомила, що сайти відновлені, а витоку даних не було[68]. Злам відбувся через злам October CMS.
- 15 лютого 2022 року DDoS-атака на 15 банківських сайтів, сайтів зо доменом gov.ua, також сайтів Міноборони, Збройних сил та Міністерства з питань реінтеграції тимчасово окупованих територій, що тривала близько 5 годин[69][70]. За даними Ради національної безпеки США, кібератака була влаштована ГРУ Росії[71]. Пізніше, 23 лютого, перед початком російського вторгнення в Україну було повторно атаковано низку державних сайтів та банківських сайтів[72]. Компанія ESET виявила на зламаних сайтах шкідливі програмні засоби HermeticWiper, що були скомпільовані ще 28 грудня 2021 року[73].

### 2023 рік
Згідно аналітичного звіту Держспецзв'язку України за І півріччя 2023 року, упродовж січня-червня 2023 року кількість кібератак проти України зросла до 762 зареєстрованих інцидентів, що більше ніж удвічі за показники ІІ половини минулого року. Водночас кількість критичних кібератак за цей період зменшилася на 81 % — до 27 критичних інцидентів, що свідчить про покращення захисту.

## Інше

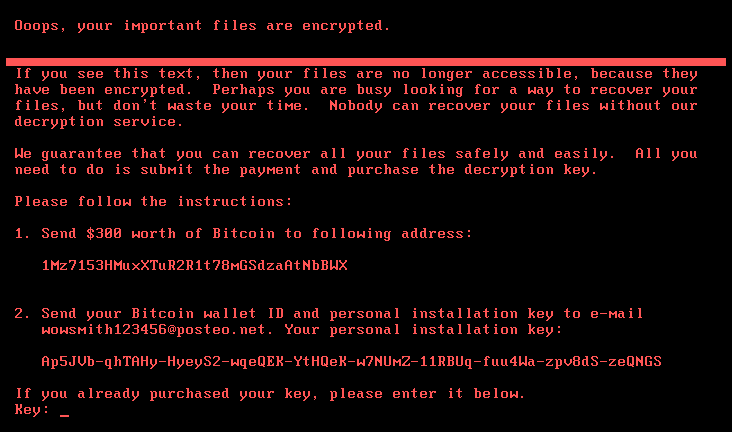
Повідомлення вірусу Petya, що показується після завершення шифрування головної таблиці файлів файлової системи NTFS (Україна, червень 2017)

- Хакерська крадіжка золотовалютних резервів Бангладеш — спроба викрасти невстановленими особами в 2016 році майже $ 1 млрд з рахунку Банку Бангладеш у Федеральному резервному банку Нью-Йорка, з яких вдалося вивести лише $101 млн. Дослідники Сергій Шевченко та Адріан Неш виявили певні збіги між шкідливим програмним забезпеченням використаним для атаки на банки Бангладешу і В'єтнаму зі шкідливим ПЗ використаним для атаки на сервери Sony Pictures Entertainment в 2014 році[75][76].
- Вірус WannaCry почав поширюватися 12 травня 2017 р. Масштабна вірусна атака вразила пів-мільйона комп'ютерів по всьому світу, була вчинена кіберугрупованням з можливими зв'язками з Росією. Вірус-здирник WCry блокував комп'ютер і вимагав 300 доларів за розблокування. Як повідомляє Bloomberg, від вірусної атаки напередодні постраждали понад 75 тисяч комп'ютерів у 99 країнах світу. Поширення вірусу-здирника WannaCrypt вдалося призупинити, зареєструвавши домен iuqerfsodp9ifjaposdfjhgosurijfaewrwergwea.com[77].
- 9 лютого 2018 року під час церемонії відкриття Зимових Олімпійських ігор стались збої в задіяних інформаційних системах, тимчасово зникав доступ до офіційного вебсайту, у деяких відвідувачів не було можливості роздрукувати квитки і вони пропустили церемонію, відбувались збої в трансляції відео. Зловмисники зробили все, аби виглядало так, що атакою стоять хакери КНДР, проте за непідтвердженими даними американських спецслужб це була спроба навісити «чужий прапор» і насправді за атакою стоять хакери з підрозділу рос. Главный центр специальных технологий ГРУ ГШ РФ[78]. Для атаки був використаний комп'ютерний хробак Olympic Destroyer[79].